# Tayara.tn
Pour les articles homonymes, voir Tayara.
tayara.tn est un site web d'annonces gratuites en Tunisie, créé par Schibsted Classified Media, filiale de Schibsted ASA.

## Présentation
Créé en 2012, tayara.tn est un site d'annonces pour vendre et acheter des biens d'occasion en ligne. Tout comme son équivalent français, Leboncoin, son système économique se base sur la publicité et la visibilité des annonces.

## Historique
tayara.tn est la version tunisienne du site suédois blocket.se (sv). En 1996, Henrik Nordström conçoit ce site, donnant la possibilité aux internautes de vendre en ligne des objets de toutes sortes et de proposer leurs services sans avoir besoin de s'inscrire préalablement sur le site web.
tayara.tn appartient totalement au groupe SCM Ventures, détenu par Schibsted ASA. Schibsted est présent dans trente pays et compte plus de 6 800 employés dans le monde entier. Son activité porte essentiellement sur des marchés développés tels que la France, l'Espagne la Suède, l'Italie ou la Belgique. SCM affirme avoir une forte expérience en matière d'échange commercial sûr et simple dans le monde.
Selon Alexa, tayara.tn a été classé en 2013 parmi les 100 sites les plus visités en Tunisie. Deux ans plus tard, le site compte environ 1,5 million de visites par mois, avec 100 millions de pages vues par mois, en faisant l'un des principaux sites du pays.
Le site s'unit à ses homologues étrangers, les plus connus étant subito.it en Italie, segundamano.es (es) en Espagne et Leboncoin en France. Ce réseau de sites web partage le même système technologique en matière de moteur de recherche.

## Site

### Fonctionnement
Le site fournit un service autorisant les internautes tunisiens à mettre en vente leurs biens et/ou à proposer leurs services.

### Offre
Les petites annonces peuvent porter sur des biens, des services ou des emplois. Elles sont réparties en sept catégories : véhicules, immobilier, informatique et multimédia, maison et jardin, habillement et bien-être, emploi et divers.